# Marjal de Nules
Marjal de Nules este o arie protejată (arie specială de conservare — SAC, sit de importanță comunitară — SCI) din Spania întinsă pe o suprafață de 644,35 ha, integral pe uscat.

## Localizare
Centrul sitului Marjal de Nules este situat la coordonatele 39°50′09″N 0°06′32″W / 39.8358°N 0.1089°V.

## Înființare
Situl Marjal de Nules a fost declarat sit de importanță comunitară în iulie 2001 pentru a proteja 3 specii de animale. Situl a fost protejat și ca arie specială de conservare în august 2015.

## Biodiversitate
Situată în ecoregiunea mediteraneană, aria protejată conține 5 habitate naturale: Mlaștini calcaroase cu Cladium mariscus și specii de Caricion davallianae, Lagune de coastă, Tufărișuri halofile mediteraneene și termo-atlantice (Sarcocornetea fruticosi), Lacuri eutrofice naturale cu vegetație de tip Magnopotamion sau Hydrocharition, Pajiști umede mediteraneene cu ierburi înalte de Molinio-Holoschoenion.
La baza desemnării sitului se află mai multe specii protejate:
- păsări (1): prundăraș de sărătură (Charadrius alexandrinus)
- reptile (2): țestoasa de baltă (Emys orbicularis), Mauremys leprosa

Pe lângă speciile protejate, pe teritoriul sitului au mai fost identificate 2 specii de plante, 1 specie de nevertebrate.